# Акбердіно
Акбе́рдіно (рос. Акбердино, башк. Аҡбирҙе) — село у складі Іглінського району Башкортостану, Росія. Адміністративний центр Акбердінської сільської ради.
Колишня назва — Акберди.
Населення — 1009 осіб (2010; 778 в 2002).
Національний склад:
- башкири — 72 %